# ステファノ・グロンドーナ
ステファノ・グロンドーナ（Stefano Grondona, 1958年 - ）はイタリアのギタリスト。セルジョ・ノターロおよびオスカー・ギリアに師事。マスタークラスでジュリアン・ブリーム、アンドレス・セゴビアにも師事している。セゴビアは、ジョン・ウィリアムス、オスカー・ギリア、アリリオ・ディアスらとともに、「お気に入りの弟子」としてグロンドーナの名をあげている。グロンドーナ自身がクラシカルギターを始めたきっかけはアンドレス・セゴビアのレコードを聴いたことである。
数々のコンクールで入賞し、幅広いレパートリーで演奏活動を行っている。ヴィチェンツァ音楽院で後進の指導にあたる他、ロンドンの王立音楽アカデミー, ギルドホール音楽学校などでマスタークラスを受け持っている。
作曲家／ギタリスト、ミゲル・リョベートに強い関心を抱いている。リラ・オルフェ（ミゲル・リョベートが率いた撥弦楽器アンサンブル）にちなんだノヴァ・リラ・オルフェというギターアンサンブルを展開している。また、リョベート全作品（オリジナルソロ曲、ソロ編曲、デュオ編曲、アンサンブル編曲）を録音している。また、全作品の楽譜も出版計画中である。
今までに数多くのアントニオ・デ・トーレスを使用してきている。またアクイラ弦の製造元ミンモ・ペルッフォと共同でガット弦の製作に関わるなど、楽器や弦の観点からも響きを追求している。
ピアニストのアルド・チッコリーニとCDを作る計画がある。
通算9度来日している(2008年8月29日現在)。
京都府南丹市美山町で隔年に行われる美山ギター音楽祭の主任教授である。

## ディスコグラフィー
- Stefano Grondona Plays Bach, Henze Petrassi
- Novecento
- La Guitarra De Torres
- Lo Cant Dels Aucells
- Baroque Images
- Evocacions
- La Leona
- Homenaje
- Respuesta
- Humoresque

## 賞歴
- 第1回ガルニャーノ国際ギターコンクール1位(1976)
- 第11回アレッサンドリア国際ギターコンクール1位（1978）
- Diploma di merito　(キジアーナ音楽院)
- Golden Guitar
- IPECC
- セゴビア国際ギターコンクール第3位(1981)